# Theodotus van Antiochië
Theodotus was patriarch van Antiochië van ca.419 tot ca.429.

## Context
Theodotus leefde in een tijd waar er continue discussies waren over de Christologie. Hij was een zachtmoedig man en probeerde zich verzoenend op te stellen, bijvoorbeeld bij de veroordeling van Pelagius. Behalve bij het bezoek van Alexander, de abt van de orde van de Acoemeten, in 424 aan Antiochië, was hij onverzettelijk.
Theodotus was aanwezig in 426 bij de benoeming van Sisinnius I, patriarch van Constantinopel. Het Concilie van Efeze (431) heeft hij niet meer meegemaakt.